# دختران هم‌رزم
دختران هم‌رزم (انگلیسی: Girls at Arms؛ ‏دانمارکی: Piger i trøjen) یک فیلم کمدی دانمارکی به کارگردانی فین هنریکسن است که در سال ۱۹۷۵ منتشر شد.

## گزیدهٔ بازیگران
- دیرک پسر
- کارل استگر
- پل هاگن
- اوله مونتی
- سورن استرونبرگ